# Monofosfat d'uridina
El monofosfat d'uridina, de fórmula C9H13N₂O9P,
(en anglès: Uridine monophosphate per això les sigles són UMP) és un nucleòtid que es troba a l'ARN. És un èster de l'àcid fosfòric amb el nucleòsid uridina. El UMP consisteix en un grup funcional fosfat, la pentosa i la ribosa i la nucleobase uracil; per això és un monofosfat ribonucleòsid.

## Biosíntesi
El monofosfat d'uridina es forma des del monofosfat d'orotidina 5' en una reacció de descarboxilització.

## Efectes en la intel·ligència
Segons estudis recents els animals de laboratori amb un suplement de monofosfat d'uridina, colina i àcid docosahexaenoic (DHA) milloren la seva capacitat de trobar el camí en un laberint cosa que implica un increment de la funció cognitiva.